# Inês Herédia
Inês Herédia (Lisboa, 27 de diciembre de 1989) es una actriz y cantante portuguesa. Ella, junto con su esposa, estuvieron entre los ganadores del premio Arco-íris de Portugal en 2018 en la categoría "Coming Out".

## Biografía
Inês de Herédia Cordovil de Noronha Sanches nació en Lisboa, capital de Portugal, el 27 de diciembre de 1989. Es hija de Luis Filipe Peres de Noronha Sanches y Ana Rita de Herédia Cordovil y tiene dos hermanos y una hermana. Los primeros años de su vida vivió en Estoril. Su primera actuación teatral fue en un musical amateur a los 14 años. En noviembre de 2011, debutó profesionalmente en el Teatro Politeama de Lisboa en el musical "Pinocho", dirigido por Filipe La Féria. Herédia estudió teatro en el Conservatorio Nacional de Lisboa. En la universidad, se licenció en Gestión de Empresas Turísticas.

## Trayectoria
En 2012, Herédia participó en la quinta edición del programa de telerrealidad SIC Idols. Poco después, estudió interpretación para cine en Londres, en The Musical Theatre Academy. Allí actuó en varios cortometrajes y trabajó con el director Mike Leigh. De vuelta a Portugal en 2017, interpretó el personaje Júlia Marreiros, en Paixão, telenovela emitida por SIC. En 2019, participó en la sexta edición del programa de TVI A Tua Cara Não Me É Estranha (Tu cara me suena).
Como cantante, Herédia ha lanzado tres sencillos:
- Tu Sem Mim con David Carreira
- Voltei a Respirar [3]
- I would do it again, que cuenta una historia de amor entre dos mujeres que comenzó durante la pandemia. [4]

## Vida personal
A los 24 años, Herédia llegó a la conclusión de que era lesbiana y decidió anunciar su homosexualidad. En febrero de 2018, se casó con Maria Gabriela Olival Narciso de Valsassina Sobral (1965), que trabajaba como directora de programas en el SIC. El 27 de diciembre de 2018 dio a luz a dos hijos gemelos, concebidos por inseminación artificial de donante desconocido. Ha seguido actuando en televisión y en el teatro (Casino Estoril) desde su nacimiento.